# Смроцьк-Двур
Смроцьк-Двур (пол. Smrock-Dwór) — село в Польщі, у гміні Шелькув Маковського повіту Мазовецького воєводства.
Населення — 126 осіб (2011).
У 1975-1998 роках село належало до Остроленцького воєводства.

## Демографія
Демографічна структура станом на 31 березня 2011 року:
|          | Загалом | Допрацездатний вік | Працездатний вік | Постпрацездатний вік |
| -------- | ------- | ------------------ | ---------------- | -------------------- |
| Чоловіки | 64      | 12                 | 43               | 9                    |
| Жінки    | 62      | 18                 | 26               | 18                   |
| Разом    | 126     | 30                 | 69               | 27                   |